# 다미 (신라)
다미(多美, ?~?)는 신라의 장수이다.

## 생애
660년에 나당연합군이 백제를 별망시킨 뒤 당나라가 신라를 공격하려 하자, 신라 태종무열왕이 이에 대한 대책을 신라의 장수들에게 묻자 그가 신라군을 백제군으로 위장시켜 당나라군을 공격하자고 주장했지만 태종무열왕은 당나라는 우리를 도왔다며 그의 주장을 받아드리려 하지 않았다. 이에 김유신은 “개가 주인을 두려워하지만 주인이 그 다리를 밟으면 무는 것”이라 하여 그의 계략을 옹호했다.